# オリン・ハッチ
オリン・グラント・ハッチ（Orrin Grant Hatch、1934年3月22日 - 2022年4月23日）は、アメリカ合衆国の政治家。ユタ州選出のアメリカ合衆国上院議員（通算7期）、上院仮議長を務めた。共和党所属。

## 経歴
ペンシルベニア州ピッツバーグの生まれ育ちだが、両親はユタ州育ちで末日聖徒イエス・キリスト教会の信徒であり、オリンもまた同教会信徒となった。夭折した者を含めて8人の兄弟姉妹がおり、兄のひとりであるジェシーは第二次世界大戦時に陸軍航空軍でB-24の銃手を務め、オーストリア上空で撃墜され戦死している。貧しい家庭であったが、オリンはブリガムヤング大学に進み、1959年に歴史学の学士号を取得する。1962年にはピッツバーグ大学ロースクールで法務博士資格を取得し、弁護士となる。1969年にユタ州へ移り、引き続き弁護士業を営む。
1976年、ユタ州で現職の民主党フランク・モスを破り合衆国上院議員に初当選。1982年の改選では、ソルトレイクシティの現職市長であるテッド・ウィルソンを退け再選。以降の改選ではいずれも2/3程度の得票率で圧勝している。
1981年から1987年まで、上院保健教育労働年金委員長を務める。1993年から2005年までは、上院司法委員会で筆頭理事と委員長を交互に務める。
2000年大統領選挙では共和党予備選挙に出馬しウェブのユーザビリティを争点に掲げるが、先行するジョージ・W・ブッシュ（テキサス州知事）をジョン・マケイン（アリゾナ州選出上院議員）が追う展開に埋没し、ハッチは1月26日に撤退してブッシュ支持を表明する。
2011年に上院財政委員会筆頭理事に就任。2014年中間選挙で共和党が上院多数党となったことから、多数党在職期間最長議員として翌2015年より上院仮議長に就任。また上院財政委員会では委員長に昇任。2016年からは両院税制合同委員長も兼任。
2016年大統領選挙の共和党予備選挙では、当初はジェブ・ブッシュ（元フロリダ州知事）を支持し、ブッシュの撤退後はマルコ・ルビオ（フロリダ州選出上院議員）を支持。ドナルド・トランプ（実業家）が代議員過半数を獲得した後にトランプ支持を表明する。
2018年1月2日に同年の改選への不出馬を表明。共和党からは元・指名大統領候補のミット・ロムニーが後継に名乗りを上げ、当選。
2022年4月23日、午後5時30分にユタ州ソルトレイクシティの自宅にて家族に囲まれながら死去した。88歳没。

## 著作権政策
ペンシルベニア州ピッツバーグ出身。映画業界や音楽業界を始めとするコンテンツ産業の権利強化を主張する論客として知られ、2003年には著作権侵害行為に使用されているコンピュータを破壊する私刑権限を著作権者に与える法案を提出して物議を醸す。また、翌2004年にパトリック・リーヒ（バーモント州：民主党）と共同で提出したINDUCE Act（誘発法）案は著作権を侵害する目的で使用される可能性がある機器の製造・譲渡に対して刑事罰を科すものであったが、この法案が成立するとiPodの使用すら禁止されるのではないかと言う反発がインターネット上を中心に広がった結果、電子フロンティア財団（EFF）の主導によるものを始めとする大規模な反対運動が勃発し、成立断念に追い込まれた。